# Cryptamorpha redtenbacheri
Cryptamorpha redtenbacheri là một loài bọ cánh cứng trong họ Silvanidae. Loài này được Reitter miêu tả khoa học năm 1876.